# 举重

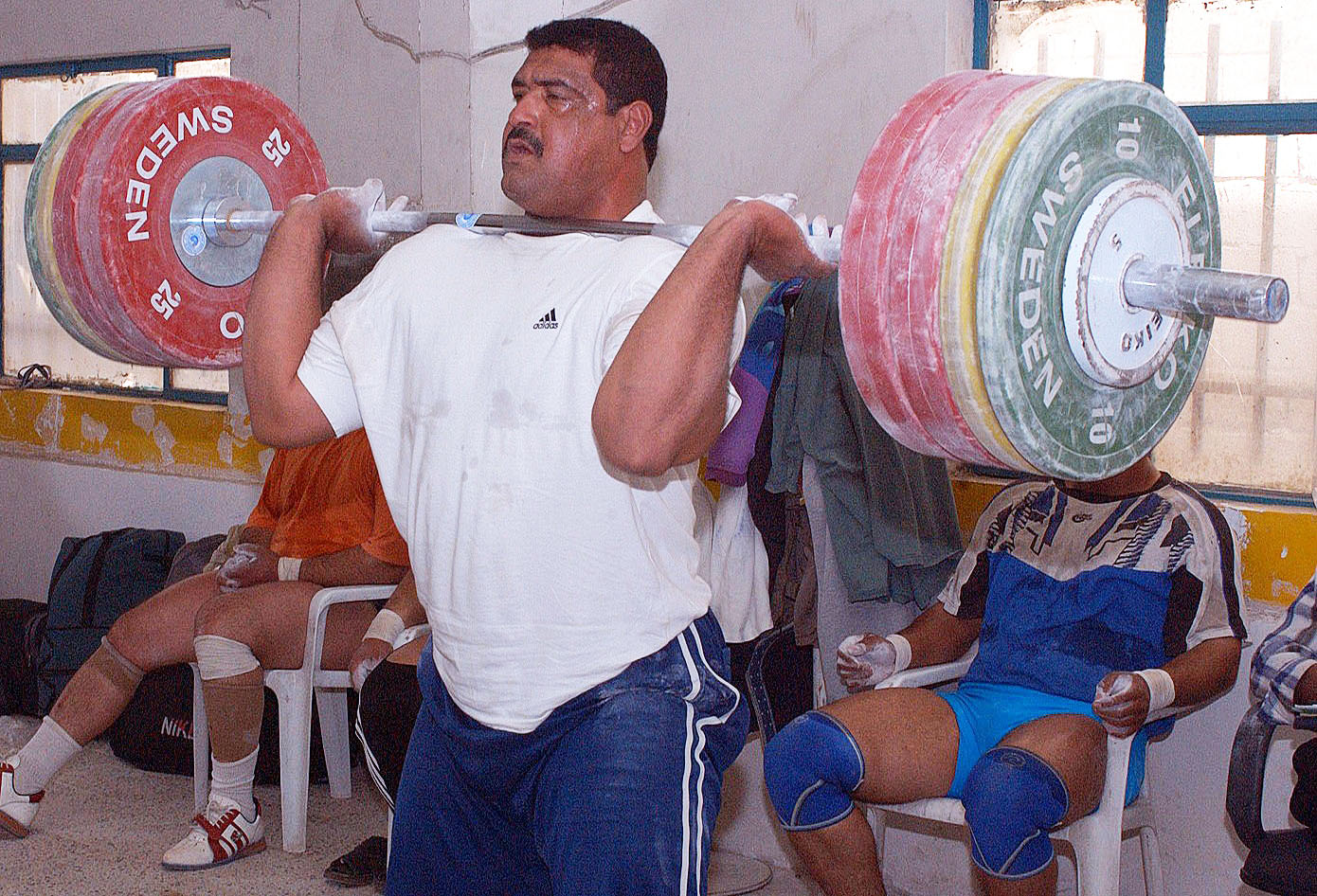
正在进行挺举的伊拉克举重选手

舉重是一項歷史悠久的運動，將槓鈴以雙手舉過頭，以舉起的槓鈴重量為勝負依據。男子舉重在1896年舉行的第一屆奧林匹克運動會時便已列為正式項目。雖然早在1987年世界舉重錦標賽就已經有女子項目，但直到2000年悉尼奧運時才成為正式項目 。

## 起源
早在6000年前，舉重便是一種健身的方式，埃及發現了壁畫上記載了法老王的小孩以沙袋和其它重物來健身，舉起的重量作為衡量強弱的依據，以此選拔最強的人。
在歷史上，中國和古羅馬人都有类似的紀錄，中國稱之為「翹關」或「扛鼎」。
19世紀時，英國和美國也有舉重俱樂部的成立。並傳到奧地利和德國，在1877年有舉重比賽的紀錄。

## 舉重比賽規則

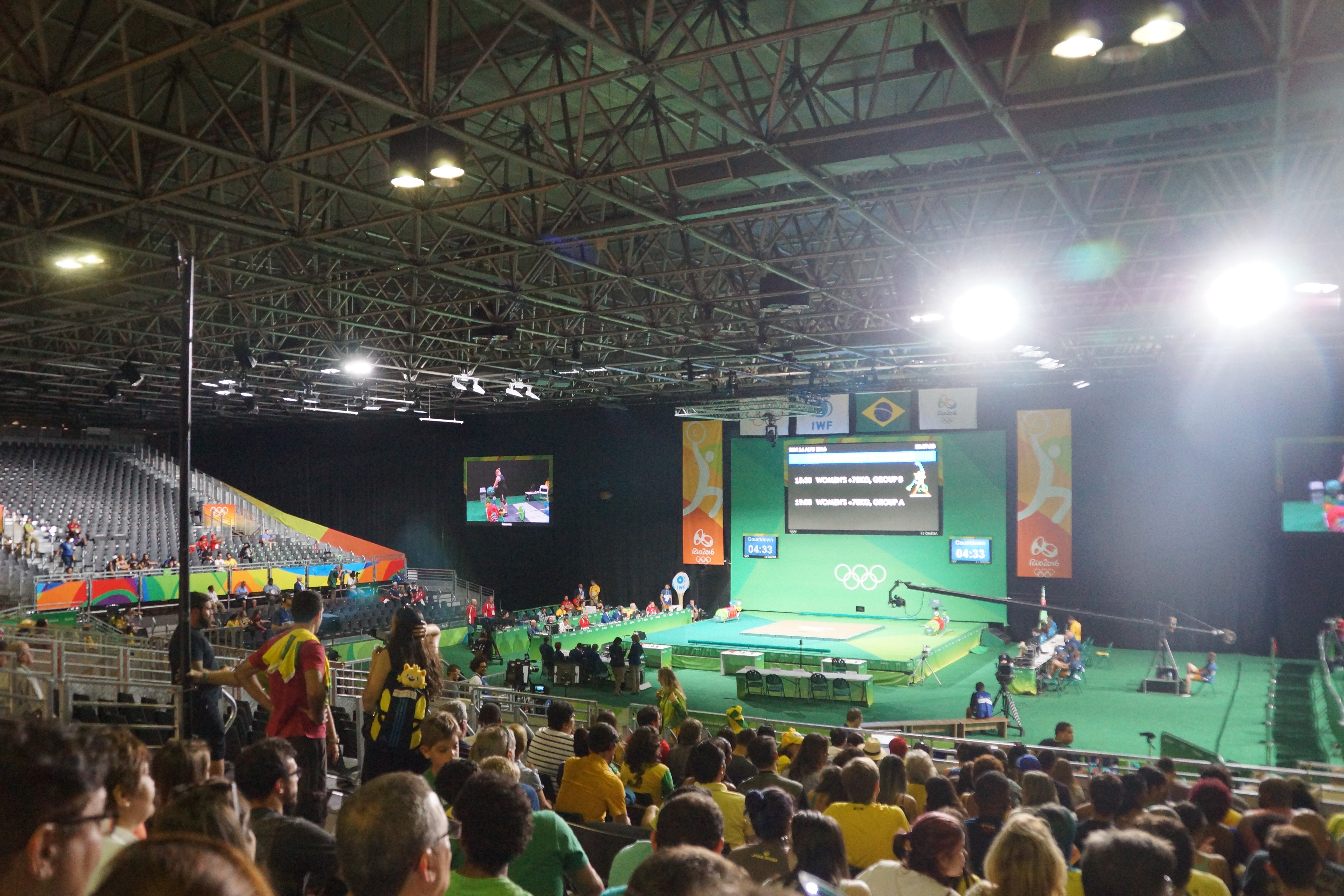
奧運舉重賽場

在舉重比賽上，有兩種姿勢，分別是抓舉以及挺舉，抓举指一次性把杠铃举过头顶的运动，挺举允许运动员先将杠铃平举至齐胸，然后再举过头顶，但是两次举杠铃的动作都必须一次完成，中间不能有任何停顿。正式比赛先进行抓举，再进行挺举，各有三次試舉機會，舉起的重量以公斤記錄，三次最佳者分別為抓舉和挺舉成績，兩者相加為總和成績。在奧運這類只以總和成績決定名次的比賽，抓举三次试举失败便失去比赛资格，不再进行挺举比赛。若是像世界舉重錦標賽在總和成績外，另在抓舉和挺舉作成績排名的賽事，抓舉三次失敗仍可繼續參加挺舉比賽。
選手會在比賽前兩小時開始秤體重，秤重後進行熱身，比賽的每次試舉由選手或教練填上自己的試舉重量，由試舉重量較輕者先上場，每次試舉有一分鐘時間將槓鈴抓起，後由裁判決定此舉是否成功，成功則舉起白旗或按白燈、失敗的話舉起紅旗或按紅燈。選手試舉成功後，以一公斤为最小单位增加下次的试举重量，若試舉失敗則可選擇再次試舉相同重量。在所有選手完成三次抓舉試舉後即完成抓舉比賽。賽事經中場休息十分鐘，再以同樣方式進行挺舉比賽，挺舉比賽結束後以總和成績最高者獲勝。如成績相同，則先在比賽過程中達成該重量者獲勝。抓舉和挺舉成績可依同樣方式另作排名。因此在比賽過程中，成績落後或上場順位較後的選手必須試舉更重的重量，才能避免因成績相同而依規則被判落敗。

## 外部連結
- 國際舉重聯會（页面存档备份，存于）
- 數據庫 IWRP （页面存档备份，存于）
- 香港舉重健力總會（中國香港體育協會暨奧林匹克委員會會員機構）